# Jean-Pierre Romeu
Jean-Pierre Romeu (Tuïr, Rosselló, 15 d'abril de 1948) és un jugador de rugbi a 15 nord-català, de 1,80 metres i 76 kgs. Els seus bigotis li van valdre el sobrenom de Gaulois.

## Biografia
Va evolucionar com a mig d'obertura a l'US Carmaux, després a l'AS Montferrand. Va debutar com a internacional en 1972 davant Romania. Va ser el millor realitzador del Torneig de les Cinc Nacions de 1973, i durant molt de temps fou el millor marcador de la selecció francesa, amb 247 punts. Va ser seleccionat 34 cops, d'elles 24 al costat del mig de melé Jacques Fouroux, el seu futur entrenador. Va guanyar el Grand Chelem en 1977, quan fou el millor realitzador francès amb 18 punts.
La seva capacitat per l'esport li va permetre evitar el treball a les mines d'hulla a la seva comarca, a les que estava predestinat. Jugant en el Montferrand, va guanyar el Challenge Yves du Manoir en 1976 (finalista en 1972 i 1979), i va ser finalista del campionat de França en 1978. L'1 de maig de 1980 va participar en el primer partit entre el Barbarians français contra Escòcia a Agen. Els Baa-Baas guanyaren 26 a 22. Es retirà del rugbi en 1981, i jugà el seu darrer partit al Parc des sports Marcel-Michelin el 15 de maig de 1981.
Va obtenir l'Oscar du Midi olympique (millor jugador francès del campionat) en 1974. Georges Raynaud li va consagrar el llibre De la mine au soleil - Jean-Pierre Romeu, éd. Solar, 1977. En 2016 el lloc Rugbyrama el va classificar segon entre els deu millors jugadors de la història de l'ASM Clermont Auvergne.

## Clubs
- US Carmaux de 1967 à 1968
- ASM Clermont de 1968 a 1981

## Palmarès

### En clubs
- Challenge Yves du Manoir en 1976 (finalista en 1972 i 1979),
- finalista del campionat de França en 1978.
- Oscar du Midi olympique (millor jugador francès del campionat) en 1974.

### En selecció
- 34 convocatòries en la Selecció de rugbi XV de França (de 1972 a 1977)
- 265 punts inscrits (record a l'època del millor marcador), i 4 assaigs
- Grand Chelem en 1977
- 5 Torneig de les Cinc Nacions disputats : 1973 (coguanyador de l'edició), 1974, 1975, 1976, 1977.
- 4 torneigs amb la selecció : Sud-àfrica en 1975, Argentina en 1974 i 1977, Estats Units en 1976.